# استاچمو ۹۱۷۹
سیارک ۹۱۷۹ (به انگلیسی: 9179 Satchmo، نامگذاری:1991EM1) نه هزار و صد و هفتاد و نهمین سیارک کشف شده‌است که در ۱۳ مارس ۱۹۹۱ کشف شد.
قدر مطلق سیارک برابر ۱۳٫۲۰ است.